# Савва (Зембиллас)
Митрополи́т Са́вва Земби́ллас (греч. Μητροπολίτης Σάββας Ζεμπίλλας; 11 июня 1957, Гэри, штат Индиана) — епископ Константинопольской православной церкви, митрополит Питтсбургский.

## Биография
Родился 11 июня 1957 года в городе Гэри в штате Индиана, в США; был вторым из шести детей Скевофилакса Зембилласа и Стаматии, урождённой Георгиадис, греков калимнского и киприотского происхождения.
В 1975 году получил среднее образование в Андреевской школе (Andrean High School) в родном городе. В 1979 году окончил Колледжа Колби в Вотервилле в Уотервилле, штат Мэн, со степенью бакалавра по философии и английской литературе. Работал в компании по продаже кофе.
С 1981 по 1982 годы провёл в монастырях Афона и Патмоса.
В 1982 году поступил в богословскую школу Святого Креста в Бруклайне, которую с окончил в 1985 году со степенью магистра богословия.
С 1985 по 1987 год прислуживал в Троице-Никольском храме в Цинциннати, штат Огайо.
C 1987 по 1994 год изучал в Оксфордском университете раннее монашество Восточной Римской империи под руководством епископа Диоклийского Каллиста (Уэра).
21 ноября 1992 года в Константино-Еленинском соборе в Мэрривилле, штат Индиана, епископом Чикагским Иаковом (Гарматисом) был рукоположён в сан диакона. Был диаконом при епископе Диоклийском Каллисте в Англии.
8 января 1995 года в Константино-Еленинском соборе в Мэрривилле, штат Индиана, епископом Чикагским Иаковом (Гарматисом) был рукоположён во пресвитера. C сентября 1995 года служил настоятелем греческого Благовещенского храма в Каламазу, штат Мичиган.
12 ноября 1996 года был возведен в достоинство архимандрита епископом Питтсбургским Максимом (Айоргусисом).
В сентябре 1997 года был переведён служить в храм святого Димитрия в Меррике на Лонг-Айленде.
С декабря 1999 года в течение десятилетия служил протосингелом греческой Американской архиепископии.
11 декабря 2001 года был избран епископом Троадским, викарием Американской архиепископии, с оставлением в должности протосингелла.
2 февраля 2002 года в Соборе Святой Троицы на Манхэттене был рукоположен в сан епископа Троадского, викария Американской архиепископии. Хиротонию совершили: архиепископ Американский Димитрий (Тракателлис), архиепископ на покое Иаков (Кукузис), митрополит Айноский Максим (Айоргусис), епископ Атлантский Алексий (Панайотопулос) и епископ Диоклийский Каллист (Уэр).
2 марта 2009 года освобождён от должности протосингелла и назначен директором Отдела Американской архиепископии по взаимоотношениям с обществом и культурой.
3 ноября 2011 года избран митрополитом Питтсбургским.
8 декабря 2011 года в кафедральном Соборе святого Николая в Питтсбурге состоялась его интронизация, которую возглавил архъиепископ Американский Димитрий (Тракателлис).